# Гуменна-Дерій Марія Василівна
Марі́я Васи́лівна Гуменна-Дері́й (до шлюбу Дерій; 28 вересня 1987, м. Тернопіль) — українська письменниця та вчена.

## Життєпис
Закінчила тернопільську середню спеціалізовану школу № 29 з поглибленим вивченням іноземних мов у 2004 році, Тернопільський національний економічний університет — у 2009 році за спеціальністю «Облік і аудит», аспірантуру при цьому ж університеті — у 2013 році. З 2013 року до 2020 року- старша викладачка кафедри обліку у виробничій сфері (обліку і оподаткування) Тернопільського національного економічного університету (у 2020 році — перейменований на Західноукраїнський національний університет (ЗУНУ)). З 2020 року — докторантка ЗУНУ.

## Наукова діяльність
5 грудня 2013 року захистила кандидатську дисертацію на тему «Облік і контроль грошово-розрахункових операцій в житловому будівництві» за спеціальністю 08.00.09 — бухгалтерський облік, аналіз та аудит (за видами економічної діяльності) на засіданні спеціалізованої вченої ради у ТНЕУ. Кандидат економічних наук (2014).

## Літературна творчість
Авторка поетичної збірки «Лілея чистоти» (2006), економічних казок для дітей «Короткі історії про місто Ринок» (2016).

## Премії і нагороди
- Лауреатка тернопільської обласної профспілкової премії ім. Володимира Вихруща (2006),
- Лауреатка обласної літературної молодіжної премії імені Степана Будного (2016);
- Призерка літературно-мистецького конкурсу для дітей та молоді ім. св. Альфонса Марія де Лігуорі в номінації «Літературна творчість» (2011),
- Учасниця літературного відеоподкасту «Провесінь Тернопілля» (2012).